# استودیو انیمیشن والت دیزنی
استودیو انیمیشن والت دیزنی (به انگلیسی: Walt Disney Animation Studios) (اختصاری WDAS)، که گاهی به دیزنی انیمیشن خلاصه می‌شود، یک استودیوی انیمیشن آمریکایی است که انیمیشن‌ها و فیلم‌های کوتاه را برای شرکت والت دیزنی می‌سازد. لوگوی تولیدی این شرکت صحنه‌ای از اولین کارتون صوتی همگام آن، کشتی بخار ویلی (۱۹۲۸) را نشان می‌دهد. این استودیو در ۱۶ اکتبر ۱۹۲۳ توسط برادران والت دیزنی و روی او. دیزنی تأسیس شد. در حال حاضر به عنوان بخشی از استودیو والت دیزنی سازماندهی شده است و دفتر مرکزی آن در ساختمان انیمیشن روی ادوارد دیزنی در استودیو والت دیزنی در بربنک، کالیفرنیا قرار دارد. این استودیو از زمان تأسیس تاکنون ۶۱ فیلم بلند پویانمایی تولید کرده‌است، از سفیدبرفی و هفت کوتوله (۱۹۳۷) تا دنیای عجیب (۲۰۲۲).
این استودیو که در سال ۱۹۲۳ به عنوان «استودیوی کارتون برادران دیزنی» تأسیس شد، در سال ۱۹۲۶ به «استودیوی والت دیزنی» تغییر نام داد و در سال ۱۹۲۹ با نام «والت دیزنی پروداکشنز» ادغام شد. این استودیو یکی از اولین استودیوهای فیلمسازی انیمیشن بلند است. در سال ۱۹۸۶، طی یک بازسازی بزرگ شرکتی، «والت دیزنی پروداکشنز»، که از یک استودیوی انیمیشن سازی واحد به یک مجموعه رسانه‌ای بین‌المللی تبدیل شده بود، به «شرکت والت دیزنی» تغییر نام داد و استودیوی پویانمایی، به منظور تمایز آن از سایر بخش‌های شرکت، به «انیمیشن بلند والت دیزنی» تبدیل شد. نام فعلی آن در سال ۲۰۰۷ پس از خریداری استودیو انیمیشن پیکسار توسط دیزنی در سال قبل انتخاب شد.
این استودیو برای بسیاری از دوران حیات خود به عنوان برترین استودیوی انیمیشن آمریکایی شناخته می‌شد و «برای چندین دهه رهبر بلامنازع جهانی در زمینه پویانمایی» بود که بسیاری از تکنیک‌ها، مفاهیم و اصولی را توسعه داد که به شیوه‌های استاندارد انیمیشن سنتی تبدیل شدند. این استودیو همچنین پیشگام هنر استوری‌برد بود، که اکنون یک تکنیک استاندارد است که هم در فیلم‌سازی انیمیشن و هم در فیلم‌سازی لایو اکشن استفاده می‌شود. کاتالوگ خصوصیات پویانمایی این استودیو یکی از برجسته‌ترین دارایی‌های دیزنی است، که ستاره‌های انیمیشن‌های آن - میکی ماوس، مینی ماوس، دانلد داک، دیزی داک، گوفی، و پلوتو و پرنسس دیزنی - به چهره‌های شناخته‌شده در فرهنگ عامه تبدیل شدند.